# Wendilgarda atricolor
Wendilgarda atricolor är en spindelart som först beskrevs av Simon 1907.  Wendilgarda atricolor ingår i släktet Wendilgarda och familjen strålspindlar. Inga underarter finns listade i Catalogue of Life.